# Germán Coimbra Sanz
Germán Coimbra Sanz (n. Santa Cruz de la Sierra, 1 de octubre de 1925 — f. Ibidem, 15 de enero de 2007) fue un novelista, poeta, dramaturgo e historiador boliviano.
Nació el 1 de octubre de 1925 en Santa Cruz y falleció el 15 de enero de 2007 en la clínica Niño Jesús debido a un cáncer hepático. Casado con Ana María Molina, tuvo cinco hijos. 
Sus poesías, cuentos, novelas y dramaturgias siempre rescatan  las tradiciones del oriente boliviano. Su última obra fue publicada el 2006 bajo el título de Historias que parecen cuentos. 
Participó del Teatro Experimental Cruceño donde puso en escena varias piezas de su propia creación.
Coímbra es denominado por otros escritores y ensayistas cruceños como  '«'literato tradicionalista, comprometido con  su comunidad y su época» (Pedro Shimose), debido a que en su literatura y poesía, se encarga de resaltar los cuadros y características propias del lenguaje de la región del oriente. 
La Sociedad Cruceña de Escritores que lleva su nombre instituyó la medalla que con su nombre. La distinción  reconoce la obra y méritos creativos de las personalidades que aportan a la literatura cruceña. La primera medalla fue otorgada a la esposa de Coimbra bajo el título de “musa inspiradora”.

## Creación literaria
Coimbra se dedicó a rescatar las tradiciones y costumbres orientales de Bolivia, las cuales tradujo en diferentes obras literarias.
Entre las leyendas se pueden destacar a La viudita, La Casa Santa  y El Bibosi, leyendas que fueron adaptadas a la televisión entre 1991 y 1994. Sus obras poéticas más destacada son: Mientras tanto (1960);  Romances del camino (1987); La canción que tú cantabas (1990); Chaquiras (1996); Pedrería (2003); Gotas de poesía (2007); Estrellas del amanecer (2007).
Entre su obra dramatúrgica se puede citar a: Diego de Mendoza (1974); Obras teatrales  que contiene: El Bibosi, La viudita, Cambas Patazas, Buscando estrellas (1981); Cese de fuego (1986); La monja Siracua, La maldición, Cese de fuego, las tres editadas el 2010, junto a otras publicadas en la década de 1970.
Su labor también la dedicó a la investigación etnográfica, de allí sus estudios sobre mitología Sirionó, escrita mediante recopilación testimonial (1981); Los actuales indios de San José de Chiquitos (1961); Relatos mitológicos (1986); Supersticiones y refranes de la ciudad de Santa Cruz (1976);  y El castellano de Santa Cruz (1992); El Santuario de Cotoca (1998).
Entre sus cuentos escritos destacan: Bajo la luna menguante y otros cuentos (2001); Historias que parecen cuentos  (2006).
Coimbra también escribió libros sobre Hernando Zanabria y Lorenzo Caballero, además del Diccionario enciclopédico cruceño (1992) y Crónicas cruceñas (1961).

## Aportes a la institucionalidad cruceña
Coimbra fundó el Comité pro Santa Cruz y la Casa Municipal de Culturas, fue director del Jardín botánico de Santa Cruz de la Sierra, Presidente Vitalicio de la Sociedad Cruceña de Escritores y profesor universitario en la Universidad Autónoma Gabriel René Moreno (UAGRM).